# Jernej Basar
Jernej Basar, slovenski rimskokatoliški duhovnik, pridigar in pisatelj, * 20. avgust 1683, Škofja Loka, † 10. marec 1738, Ljubljana.

## Življenjepis
Basar je filozofijo in teologijo študiral na Dunaju. V jezuitski red je stopil leta 1718, potem ko je že osem let opravljal duhovniški poklic. Po opravljenem noviciatu je postal slovenski pridigar v jezuitskih kolegijih v Trstu, Gorici, Celovcu in od leta 1726 dalje do smrti v Ljubljani.

## Delo
Basar, ki je bil sloveč govornik, njegov sloves se je razširil daleč po Evropi, je na željo cerkvenih predstojnikov pripravil za tisk knjigo svojih pridig s tipično dolgim naslovom za tisti čas: Pridige iz bukvic, imenovanih Exercitia svetega očeta Ignacija, zložene na vsako nedelo čez lejtu 1734'. Pridige so zgrajene logično in skušajo vplivati na razum. Basarjev jezik vsebuje prvine knjižnega jezika in nove prvine rodnega gorenjskega jezika.
Basar, ki je bil od leta 1732 predstojnik Bratoušine britkega smertniga terplenja Kristusoviga na svetem križu, je najverjetneje tudi avtor slovenskega prevoda bratovščinskega priročnika Pomuč živim, umirejočim inu mertvim.